# Данський технічний університет
Данський технічний університет (дан. Danmarks Tekniske Universitet, DTU) — технічний університет і дослідницький інститут, розташований у комуні Люнгбю-Торбек на північ від Копенгагена.

## Історія
Університет заснував 27 січня 1829 фізик Ганс Крістіан Ерстед. Спочатку в ньому були лише дві спеціальності: природознавство та механіка. До середини XX століття будівлі університету розташовувалися в центрі Копенгагена, але, через брак місця, у 1962—1974 роках університет переміщено до Люнгбю.

## Факультети
1. Рибного господарства
2. Бізнесу
3. Електронної наноскопії
4. Хімічної біоінженерії
5. Хімії
6. Цивільного будівництва
7. Математики та комп'ютерних наук
8. Наноіндустрії
9. Електроніки
10. Природооблаштування
11. Харчових виробництв
12. Фотоніки
13. Управління виробництвом
14. Механіки
15. Мікро- та нанотехнологій
16. Фізики
17. Енергетики
18. Космосу
19. Системної біології
20. Ветеринарії
21. Вітрової енергетики
22. Математики
23. Транспорту

## Рейтинги
У рейтингу «Times Higher Education Supplement» (THES) за 2007 рік DTU займав 130-те місце, а 2008 року — 20-те місце у світі серед технічних університетів і 3-тє місце в Європі та 1-ше у Скандинавії.
У рейтингу Ляйдена (Leiden Ranking) за кількістю публікацій у 2000—2007 роках DTU займав 1-ше місце в Скандинавії та 5-те в Європі. У рейтингу вищих навчальних закладів QS за 2008 рік DTU посідав 48-ме місце в Європі та 133-те місце у світі.

## Ерстедівські лекції
Данський технічний університет від 1998 року двічі на рік організує читання лекцій запрошеними професорами на згадку про Ганса Крістіана Ерстеда.

Список лекторів:
- Джуліус Ребек (1998)
- Лерой Гуд (1999)
- Еверетт Пітер Грінберг
- Роджер Пенроуз
- Г'юго де Ман (Hugo de Man)
- Гаролд Крото
- Пол Гофман[en](англ.)
- Айвар Джайєвер
- П'єр Жиль де Жен
- Корнеліс Деккер (2005)
- Субра Суреш[en](англ.) (2006)
- Джон Мейріг Томас[en](англ.) (2007)
- Натан Льюїс[en](англ.) (2008)
- Ахмед Зевейл (2008)
- Говард Стоун[en](англ.) (2009)
- Саджив Джон (2009)
- Лене Гау (2010)
- Стенлі Коен (2011)
- Хуан де Пабло[en] (2011)
- Маріо Моліна (2012)
- Міхаель Гретцель (2012)
- Джон Коннерні (John E. P. Connerney) (2013)
- Джеймс Райс[en](англ.) (2013)
- Ада Йонат (2014)
- Джеф Кімбл[en](англ.) (2014)
- Роберт Ленджер (2015)
- Вільям Бейкер[en](англ.) (2015)
- Джордж Вайтсайдс (2016)